# Niels Laros
Niels Laros (17 de abril de 2005) é um desportista neerlandês que compete em atletismo, especialista nas corridas de médiofundo. Nos Jogos Europeus de 2023 conseguiu uma medalha de bronze na prova de 1 500 m.

## Palmarés internacional
| Jogos Europeus | Jogos Europeus | Jogos Europeus    | Jogos Europeus |
| Ano            | Lugar          | Medalha           | Prova          |
| -------------- | -------------- | ----------------- | -------------- |
| 2023           | Chorzów        | Medalha de bronze | 1 500 m        |